# Трицветна теменуга
Трицветната теменуга (Viola tricolor) е многогодишно тревисто растение от род Теменуга. Включено е в списъка на лечебните растения съгласно Закона за лечебните растения.
Цъфти през пролетта и лятото без миризма. Расте по сухите тревисти и каменливи места, по нивите, стърнищата, ливадите и из храсталаците навсякъде в България.